# Olof Björklund
Olof Björklund (i riksdagen kallad Björklund i Sund, senare Björklund i Rörön), född 24 mars 1849 i Kalls socken, Jämtlands län, död 28 december 1923 i Ovikens socken, Jämtlands län, var en svensk godsägare, kommunalpolitiker och riksdagsman.
Björklund var son till en brukskommissarie, och till en början anställd som tjänsteman (slutligen kontorschef) hos Sunds bolag (senare Sunds AB) i Sundsvalls distrikt 1870–1881 samt sedan aktiebolagets disponent, direktör och styrelseordförande 1882–1896. 
Sedan 1893 var han lantbrukare och ägare av Röröns egendom i Ovikens socken; tillika sågverksägare och trävaruexportör 1897–1899. Han var ledamot av första kammaren för Västernorrlands län 1895–1902 och för Jämtlands län 1903–1911 samt var under denna tid ledamot av tillfälliga utskott (1902, 1904, 1907), av särskilda utskott (1900, 1901, 1903, 1905), bankoutskottet (1903–1909) och av statsutskottet (1910–11). Han anslöt sig till moderata partiet och var ledamot av dess förtroenderåd.
Björklund var dessutom mycket anlitad för kommittéuppdrag och var ledamot av fattigvårdslagkommittén (från 1907), parlamentariska försvarskommittén 1907, löneregleringskommittén 1910–1912, kommittén ang. riksdagsarbetets förenkling (1907; adjungerad ledamot), och Södertäljekommissionen (1911). Bland Björklunds många kommunala uppdrag utmärker sig mångårigt ledamotskap av Västernorrlands läns och senare av Jämtlands läns landsting. Björklund var även styrelseledamot i ett flertal bolag. 